# Parque Urbano Natural La Ligua
El Parque Urbano Natural La Ligua es administrado por la Corporación Nacional Forestal (Conaf), ubicada en el sector suroriente de La Ligua, Región de Valparaíso, Chile. Cuenta con una extensión de 120 hectáreas, con más de 8 mil metros de senderos que se extienden hasta la cima de los cerros, centros de información ambiental y un anfiteatro para eventos.
Fue inaugurado por la presidenta Michelle Bachelet el 2 de septiembre de 2015, como parte del programa Más árboles para Chile. En 2020 se anunció un proyecto de arborización que consistía en el establecimiento de un seto de quillayes y un arboretum de especies nativas.